# Yachats
Yachats é uma cidade localizada no estado norte-americano de Oregon, no Condado de Lincoln.

## Demografia
Segundo o censo norte-americano de 2000, a sua população era de 617 habitantes.
Em 2006, foi estimada uma população de 683, um aumento de 66 (10.7%).

## Geografia
De acordo com o United States Census Bureau tem uma área de
2,3 km², dos quais 2,3 km² cobertos por terra e 0,0 km² cobertos por água. Yachats localiza-se a aproximadamente 7 m acima do nível do mar.

## Localidades na vizinhança
O diagrama seguinte representa as localidades num raio de 40 km ao redor de Yachats.